# Rocky Nyikeine
Patrick "Rocky" Nyikeine (ur. 26 maja 1992) – nowokaledoński piłkarz grający na pozycji bramkarza w nowokaledońskim klubie Hienghène Sport. Jest wychowankiem klubu FCN Gaïtcha.

## Kariera klubowa
Karierę piłkarską Nyikeine rozpoczął w klubie FCN Gaïtcha. W 2011 roku zadebiutował w nim w pierwszej lidze nowokaledońskiej.

## Kariera reprezentacyjna
W reprezentacji Nowej Kaledonii Nyikeine zadebiutował w 2011 roku. W 2012 roku wystąpił w Pucharze Narodów Oceanii 2012. Z Nową Kaledonią zajął drugie miejsce, a sam był na tym turnieju podstawowym zawodnikiem swojej reprezentacji.